# 白子村
白子村（しらこむら）は、埼玉県北足立郡に存在した村。
1943年（昭和18年）4月1日、新倉村との合併による大和町の成立により消滅。

## 地理
- 埼玉県北足立地域の荒川右岸（旧新座郡域）に位置する。
- 2006年現在における和光市南東半にあたる。

## 歴史
- 1889年（明治22年）4月1日 - 町村制施行により下新倉、白子の2箇村が合併し、新座郡白子村が成立。
- 1896年（明治29年）3月29日 - 新座郡の北足立郡への編入に伴い、所属郡が北足立郡となる。
- 1943年（昭和18年）4月1日 - 新倉村と合併し、大和町が成立。白子村は消滅した。